# Adjudant-Vincenot (dirigeable)
Pour les articles homonymes, voir Adjudant Vincenot.
L’Adjudant-Vincenot est un dirigeable militaire français, nommé en l'honneur de Henri Léon Émile Vincenot (1876-1909), adjudant mécanicien tué à bord du dirigeable République le 25 septembre 1909, aux côtés du capitaine Marchal, du lieutenant Chauré et de l'adjudant Réau ; le dirigeable crevé ayant fait une chute fatale de 200 mètres.
Il est construit en 1911 pour l'Armée française par l'entreprise Clément-Bayard. C'est le dirigeable français comptant le plus d'ascensions et de missions de toute la Première Guerre mondiale. Il est abattu par la DCA allemande le 1er juin 1916 et s'écrase aux Éparges près de Verdun.

## Caractéristiques
Il mesure 87 mètres de long, son enveloppe est gonflée par 9 600 m3 d'hydrogène. C’est un bombardier qui est capable d’effectuer des vols lointains grâce à ses deux moteurs Bayard-Clément de 130 ch qui entraînent deux hélices lentes à la vitesse maximale de 52 km/h. Son plafond est de 2 800 mètres avec sept personnes à bord, mais il doit descendre à 2 300 mètres s'il est chargé à 300 kg. Son autonomie est d'environ 400 kilomètres pour un vent inférieur à 10 m/s.

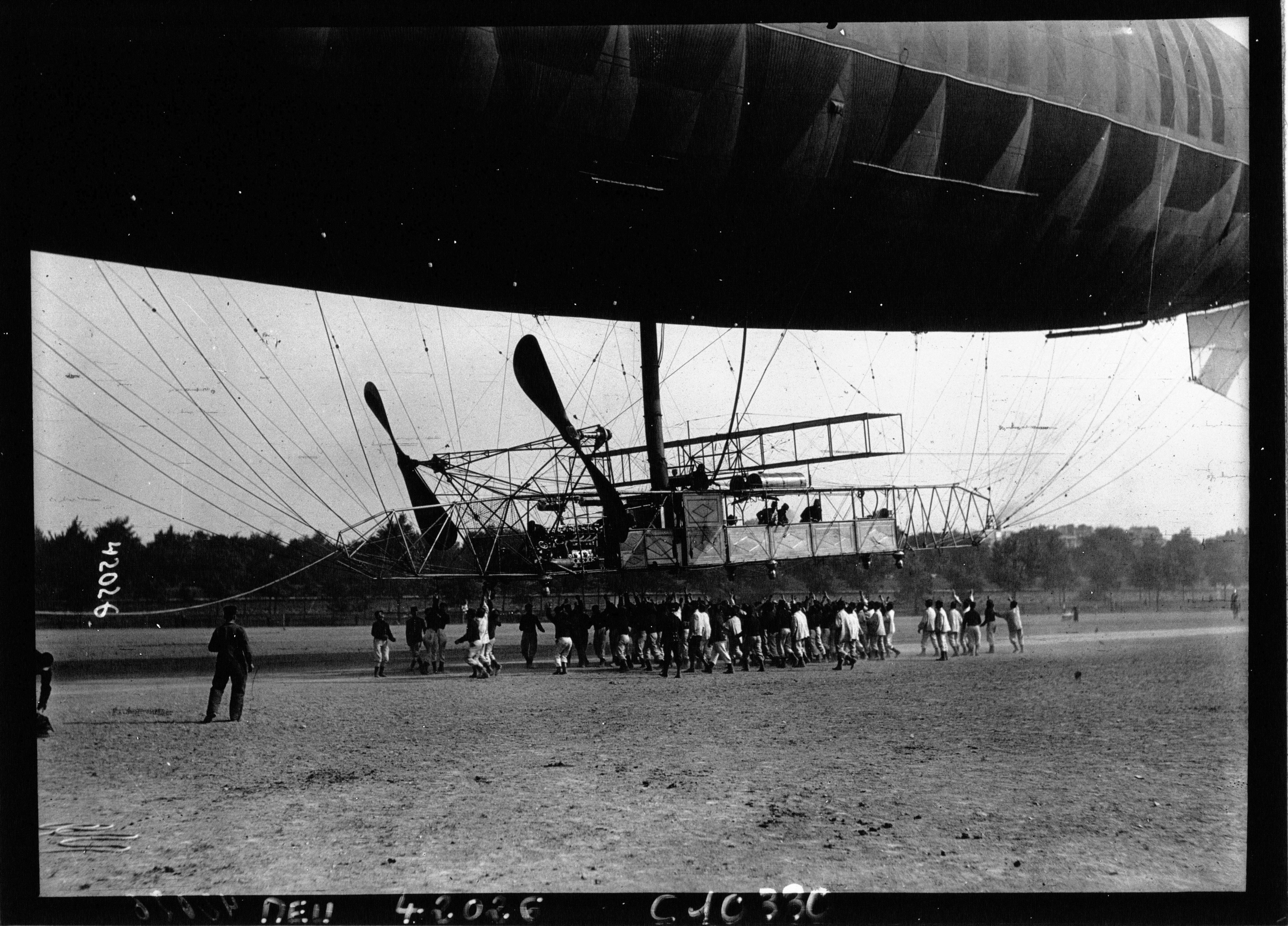
La nacelle et ses deux hélices.
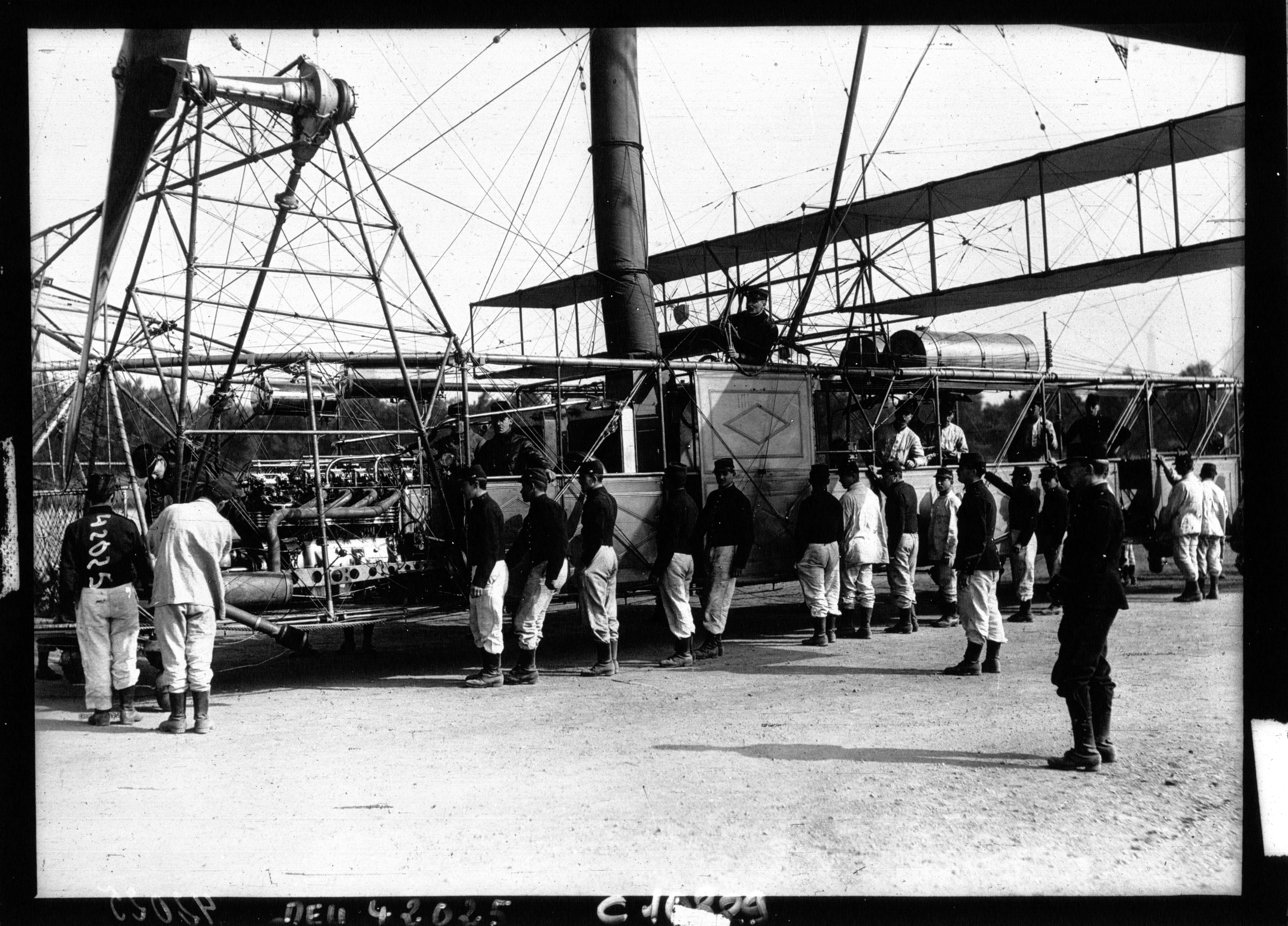
Gros plan sur la nacelle.
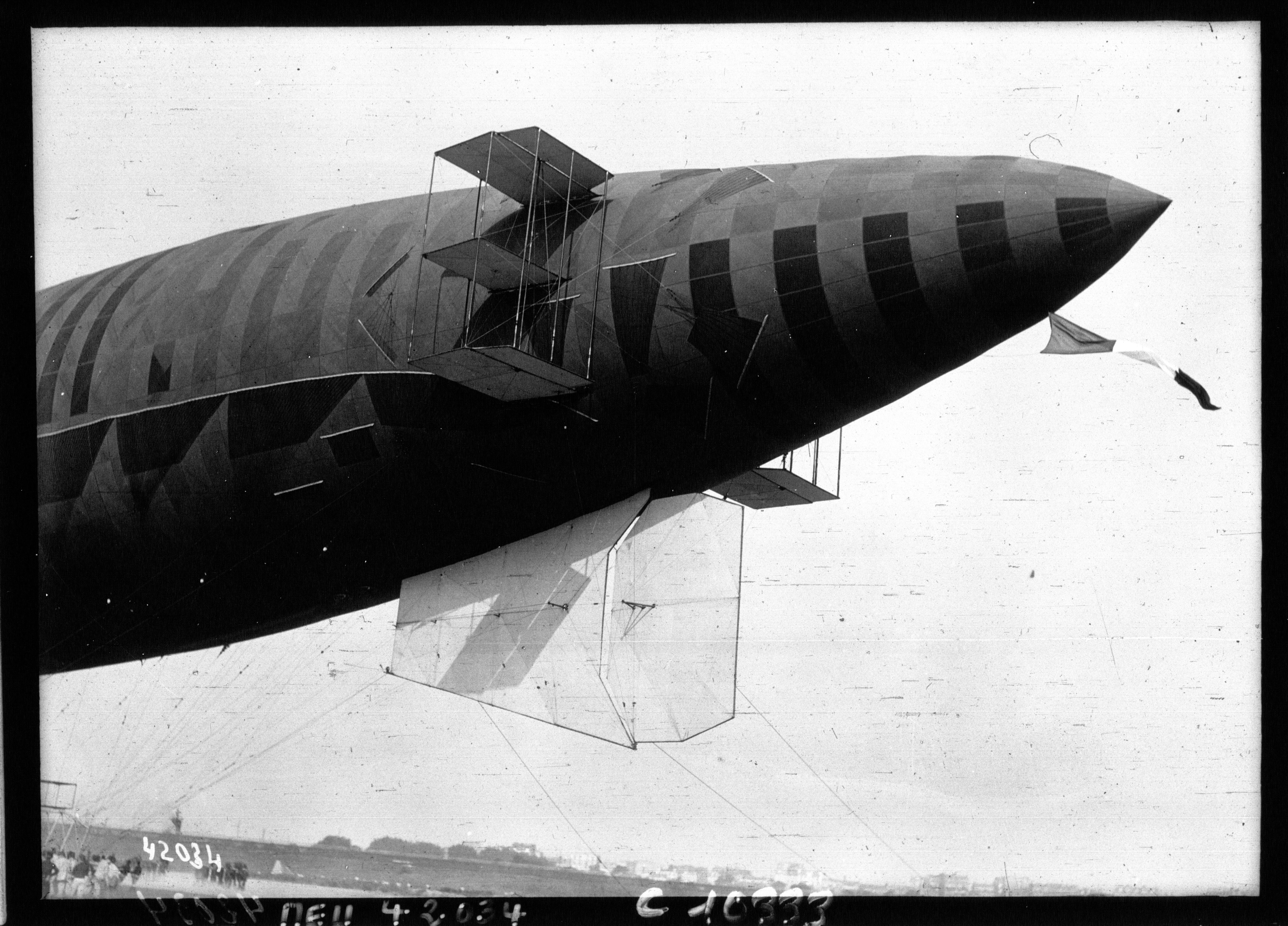
L'arrière.

## Début de carrière

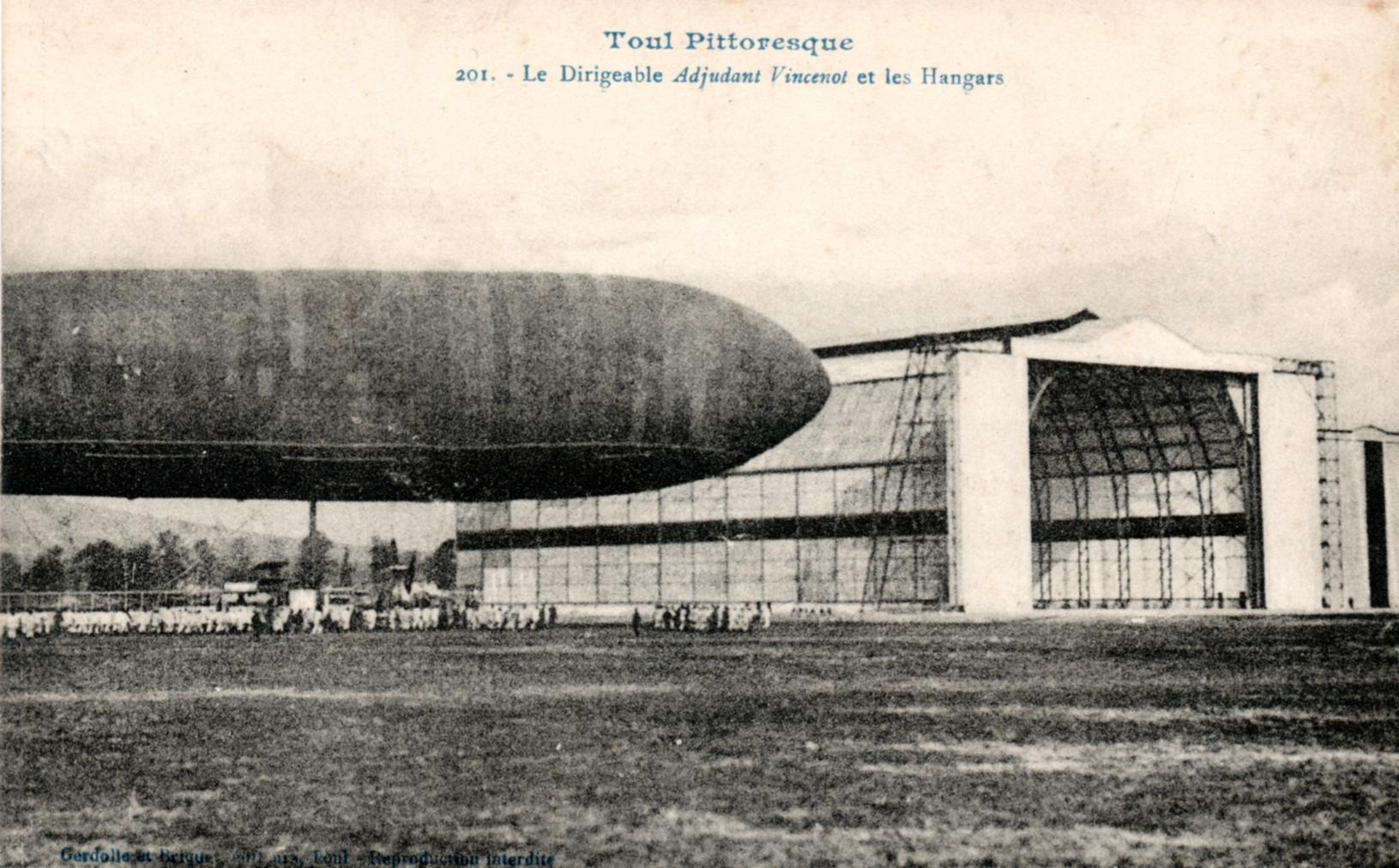
Dirigeable Adjudant-Vincenot près de son hangar à Toul.

Il est livré à l'armée au début de l'année 1911. Affecté à la place forte de Toul, il stationne au nord de la commune de Dommartin-lès-Toul en rive droite de la Moselle à l’extrémité du camp de manœuvres, à côté de Toul. Ce parc à dirigeables, appelé « port d’attache de Dommartin », peut contenir deux dirigeables croiseurs (bombardiers) de 9 000 m3 et un dirigeable éclaireur de 9 000 m3. Le 19 juin 1911, il détient le record d'altitude avec 1 967 mètres, le record de distance en circuit fermé avec 614 kilomètres parcourus les 7 et 8 juillet 1911, et aux mêmes dates le record du monde de durée avec 16 h 20 ; à l'atterrissage il avait encore suffisamment de carburant pour douze heures de vol supplémentaires.
En juillet 1913, des travaux importants sont réalisés : la nacelle de 55 m est réduite à 26 m, la surface des empennages est augmentée et ils sont fixés sur l'enveloppe.
Le 23 septembre 1913, au terme d'un vol médiatisé, l’Adjudant-Vincenot effectue un vol d'Albi à Issy-les-Moulineaux, après sa participation aux grandes manœuvres du Sud-Ouest, avec le lieutenant Joux comme pilote, ainsi que le lieutenant Paquignon et les sergents Gatellet, Vilieroy, Durand et Lebrun. Le champ de manœuvres d'Issy-les-Moulineaux est atteint après 10 h 20 de vol et 560 kilomètres parcourus.
Il est le premier dirigeable français à avoir embarqué et utilisé avec succès une station de télégraphie sans fil en 1911,.

## Première Guerre mondiale
En août 1914, il est armé de mitrailleuses et de fusils Lebel, les mêmes que dans l'infanterie. Des grenades d'artillerie sans empennage sont montées à bord. Le premier fait de guerre de l’Adjudant-Vincenot, le 9 octobre 1914, est le bombardement des bivouacs allemands à Vitrimont (près de Lunéville), ainsi que sur le fort du Camp-des-Romains (au sud de Saint-Mihiel) qui avait été pris par l'armée allemande.
L’Adjudant-Vincenot est le dirigeable français le plus actif du conflit. Il a réalisé dix-sept ascensions avant son arrêt en octobre 1914 (l'ordre d'arrêt des missions étant motivé par la perte de plusieurs dirigeables abattus par des tirs amis), et un total de deux cent trente avant sa destruction aux Éparges le 1er juin 1916, au retour d’une mission de bombardement autour de Verdun.